# Septobasidium subcarbonaceum
Septobasidium subcarbonaceum är en svampart som först beskrevs av Berk. & Broome, och fick sitt nu gällande namn av Couch 1938. Septobasidium subcarbonaceum ingår i släktet Septobasidium och familjen Septobasidiaceae.   Inga underarter finns listade i Catalogue of Life.